# 荷川取義浩
荷川取 義浩（にかわどり よしひろ、1961年12月4日 - ）は、沖縄県出身の元ハンドボール選手、指導者。1988年ソウルオリンピックハンドボール全日本男子代表。日本ハンドボールリーグの北國銀行ハニービーで監督を務め、10度の日本一に導いた。2022年度をもって監督を退任。2023年4月1日、日本ハンドボール協会のハイパフォーマンスアシスタントディレクターに就任。

## 来歴
沖縄県立浦添高等学校、中部工業大学（現中部大学）出身。大学在籍中、1980年に全日本ジュニア代表に選ばれている。
卒業後、湧永製薬に入社。同社ハンドボール部（ワクナガレオリック）に所属。全日本では1988年ソウル五輪代表、1990年チェコスロバキアで行われた世界選手権代表に選ばれている。
また、引退後は指導者としても活躍。1993年から北國銀行ハニービーに入部、コーチ・監督・総監督を歴任、2006年から監督に復帰。2023年まで務め、10度の日本一に導いた。現在、日本ハンドボール協会のハイパフォーマンスアシスタントディレクターを務める。
◇選手歴

　1977年〜1980年　沖縄県立浦添高等学校

　1980年〜1985年　中部工業大学（現中部大学）

　1985年〜1993年　湧永製薬

主な代表歴：

　1987年　ソウルオリンピック アジア予選

　1988年　ソウルオリンピック

　1990年　第12回男子世界選手権

　1991年　バルセロナオリンピック アジア予選　など

◇指導者歴

1994年〜2002年　北國銀行　監督

2003年〜2005年　北國銀行　総監督

2006年〜2023年　北國銀行　監督

主な代表指導歴：

　1988年　バンコクアジア大会　コーチ

　1999年　第14回女子世界選手権　コーチ

　2003年　シドニーオリンピック アジア予選　コーチ

　2005年　ギョンナム・アナズウィルカップ国際女子ハンドボール大会　コーチ

　2005年　第17回女子世界選手権　コーチ